# CW Весов
CW Весов (лат. CW Librae) — двойная затменная переменная звезда (E) в созвездии Весов на расстоянии приблизительно 4213 световых лет (около 1292 парсеков) от Солнца. Видимая звёздная величина звезды — от более +15,5m до +14m.